# Центральный район (Резекне)
Центральный район (латыш. Centra rajons) — один из районов в Резекне. Граничит со всеми остальными районами своего города.

## География

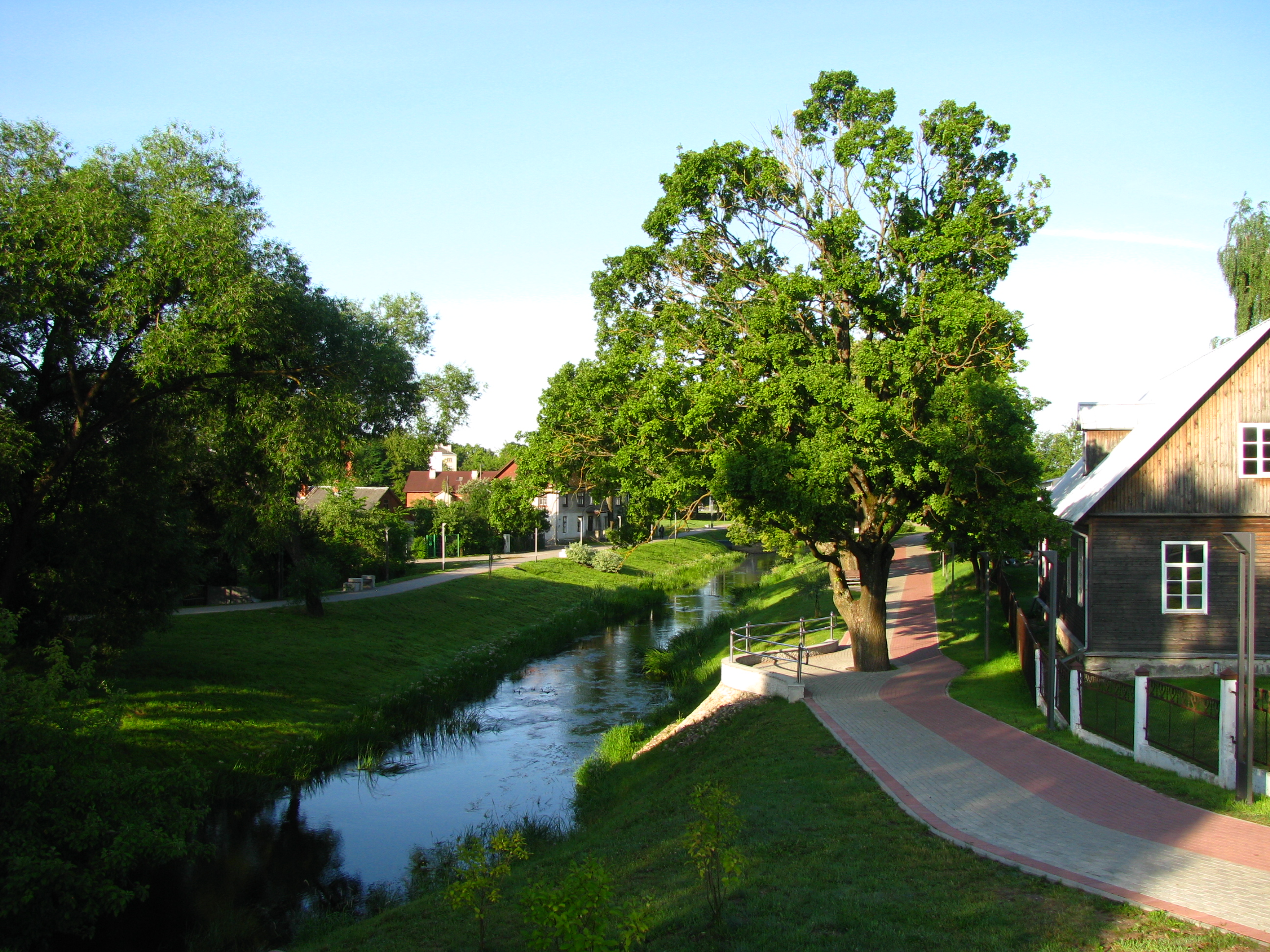
Резекне в Центральном районе

По Центральному району протекает река Резекне, разделяя город на две части.

## История
Центральный район появляется в источниках в 18-19 веках.

## Транспорт
Автобусы:
- 1 — Rēzekne I — Atpūta
- 3 — Blaumaņa iela — Zivju bāze
- 4 — Blaumaņa iela — F. Kempa iela — Vipinga
- 5 — Vipinga — Rēzekne II — Atpūta
- 6 — Blaumaņa iela — Poliklīnika — Vipinga
- 7 — Blaumaņa iela — VID
- 8 — Blaumaņa iela — Lauku iela
- 10 — Blaumaņa iela — Liepu iela
- 15 — Blaumaņa iela — Rītausma
- 21 — Blaumaņa iela — Vipinga